# Фрейліх Семен Ізраїлевич
Семен Миколайович Фрейліх (нар. 20 лютого 1920, Умань — пом. 15 лютого 2005, Москва) — радянський та російський кінознавець і кіносценарист, автор статей з історії і теорії кіно. Доктор мистецтвознавства, професор.

## Походження та навчання
Семен Фрейліх народився 20 лютого 1920 року в Умані (нині Черкаська область). Закінчив Московський інститут філософії, літератури та історії імені М. Г. Чернишевського (1941).
Учасник німецько-радянської війни. Член ВКП(б) з 1943 року.
Друкуватися почав з 1942 року, а з питань кіно — з 1946 року.
У 1964 році Семен Фрейліх у АСН при ЦК КПРС захистив дисертацію на здобуття наукового ступеня доктора мистецтвознавства за темою «Традиції і новаторство радянського кіно».

## Наукова діяльність
З 1948 року Семен Фрейліх працював на науково-педагогічній роботі у Всеросійському державному інституту кінематорафії (ВДІКу). У 1954 році він перейшов на роботу до Державного інституту історії мистецтва, де працював до 1971 року. Також, у 1957—1970 роках Семен Фрейліх обіймав посаду відповідального редактора щорічника «Питання кіномистецтва».
З 1971 року працював у Академії суспільних наук при ЦК КПРС.
Член Спілки письменників СРСР (1973).

## Нагороди та премії
- заслужений діяч мистецтв РРФСР (1980);
- Державна премія СРСР (1987) — за сценарій фільму «Михайло Ромм. Сповідь кінорежисера»;
- медаль «За відвагу» (12.5.1942);
- орден Червоного Прапора (25.5.1945);
- орден Вітчизняної війни I ступеня (20.8.1944, 6.4.1985);
- орден Вітчизняної війни II ступеня (27.10.1943);
- Військовий хрест (Чехословаччина, 1939) (1945);
- премія СК СРСР (1973, 1981).

## Твори

### Критика
- «Мистецтво кінорежисера: Творчість народного артиста СРСР С. А. Герасимова». — М., 1954;
- «Драматургія екрану». — М., 1961;
- «Мистецтво екрана». — М., 1961;
- «Фільми і роки: Розвиток реалізму в кіномистецтві». — М., 1964;
- «Почуття екрану». — М., 1972;
- «Проблема жанрів в радянському кіномистецтві». — М., 1974;
- «Золотий перетин екрану». — М., 1976;
- «Особистість героя в радянському фільмі». — М., 1976;
- «Фільм у світі ідей». — М., 1983;
- «Бесіди про радянському кіно». Кн. для учнів ст. класів. — М.: Просвіта, 1985.

### Драматургія
- Сонце світить всім: Кіносценарій. — М., 1961 (Бібліотека кінодраматургії);
- Сонце світить усім; Птахи над містом: Кіносценарії. — М., 1976 (Бібліотека кінодраматургії).

## Фільмографія (вибране)
- 1959 — Сонце світить усім;
- 1974 — Птахи над містом;
- 1984 — Пісочний годинник;
- 1985 — Михайло Ромм. Сповідь кінорежисера (документальний).